# Bonaspeia margacta
Bonaspeia margacta är en insektsart som beskrevs av Davies 1987. Bonaspeia margacta ingår i släktet Bonaspeia och familjen dvärgstritar. Inga underarter finns listade i Catalogue of Life.